# Halhul
Halhul (in arabo حلحول‎?)  è una città palestinese del Governatorato di Hebron, 5 km a nord della città di Hebron.

## Storia

### Antichità
Il nome arabo conserva il toponimo biblico del sito (ebraico: חַלְחוּל; greco: Αἰλουά/Άλοόλ; latino Alula), che si ritiene rifletta una parola cananea che significa "tremare (dal freddo)". Secondo la Bibbia, Halhul era una città situata nel territorio tribale di Giuda, sulle colline vicino a Beth-zur. Lo studioso biblico Edward Robinson identificò la città moderna con "Halhul" menzionata nel Libro di Giosuè. John Kitto osservò che il nome moderno è identico all'ebraico dato nella Bibbia, pertanto "il nome è rimasto invariato per più di 3.300 anni".
La Bibbia menziona una tradizione secondo cui Rovoamo rafforzò nuovamente la città. Intorno al 1000 a.C., la città fu abbandonata e poi lentamente reinsediata fino a quando, intorno al 650 a.C., emerse nuovamente come un centro abitato. Secondo la tradizione ebraica, Halhul era il luogo di sepoltura di Gad il Veggente.
Halhul fu distrutta, insieme a Gerusalemme e al Primo Tempio, da Nabucodonosor II durante la sua invasione del Regno di Giuda nel 587 a.C. La città è nuovamente menzionata nelle cronache delle battaglie tra l'Impero seleucide e il regno tolemaico. Fu fortificata da Giuda Maccabeo dopo la sua vittoria nella Battaglia di Beth Zur nelle vicinanze.
Durante il tardo periodo del Secondo Tempio, Halhul (greco: Alurus) e i suoi immediati dintorni erano considerati parte dell'Idumea, presumibilmente a causa dei suoi abitanti idumei che si erano convertiti all'ebraismo sotto Giovanni Ircano. Durante la prima guerra giudaica, il villaggio divenne luogo di incontro per le diverse fazioni ebraiche. Durante la rivolta di Bar Kokhba, le difese della città furono potenziate.
È stata rinvenuta una notevole quantità di ceramica con iscrizioni in antico ebraico, la maggior parte delle quali recita "Al re" (LMLK) e menziona nomi di località vicine. Sono stati trovati anche manici di ceramica con nomi ebraici incisi in greco risalenti al periodo ellenistico.
Fondazioni di case romane e islamiche sono state scoperte in profondità nei vecchi strati di abitazione. Resti di edifici con pavimenti a mosaico e scritte in greco sono stati rinvenuti sul sito ('Aqd al-Qin) di una ex chiesa. Sono stati trovati anche manufatti bizantini.

## Demografia
Nel 1922, Halhul contava una popolazione di 1.927 abitanti, che salì a 2.523 nel censimento del 1931 durante il Mandato britannico. Secondo il survey del 1945 di Sami Hadawi sulla terra e la popolazione, Halhul aveva una popolazione registrata di 3.380 arabi. Durante il periodo in cui faceva parte della Giordania, nel 1961, la popolazione raggiunse i 5.387 residenti. Sotto l'amministrazione israeliana, nei censimenti del 1982 e del 1987, Halhul aveva rispettivamente una popolazione di 6.040 e 9.800 abitanti.
Secondo il primo censimento del Palestinian Central Bureau of Statistics (PCBS) del 1997, su un totale di 15.663 residenti, 1.686 (il 10,8%) erano rifugiati palestinesi. La composizione per genere era del 51,4% maschile e del 48,6% femminile. Circa il 54,7% degli abitanti aveva meno di 20 anni, il 41,2% era compreso tra i 20 e i 64 anni, e lo 0,4% aveva più di 64 anni.
La popolazione di base di Halhul è formata da quattro tribù locali: Al Saadeh, Karjah, Al Zma'ra e Al Doudah, oltre ai rifugiati palestinesi che si sono insediati a Halhul a seguito della dislocazione forzata nel 1948 e nel 1967, provenienti da villaggi e città circostanti. Secondo le tradizioni locali, il clan Sawarah (da Beit Sur) ha origini ebraiche. È stato anche riportato che la famiglia locale Shatrit ha origini ebraiche che risalgono alle comunità ebraiche del Nord Africa. Il nome Shitrit è comune tra gli ebrei marocchini.
La salute dei residenti della città e dei villaggi locali è garantita da numerosi ospedali e cliniche.